# Fors och Ragunda pastorat
Fors och Ragunda pastorat var ett pastorat inom Svenska kyrkan i Södra Jämtland-Härjedalens kontrakt i Härnösands stift. Pastoratet uppgick 1 januari 2022 i Sydöstra Jämtlands pastorat.
Pastoratet bildades 2016 och omfattade Fors församling och Ragunda församling.
Pastoratskod var 101410.